# 小倉重信
小倉 重信（おぐら しげのぶ、生年不詳 - 天文22年（1553年））は、戦国時代の阿波国の武将。美濃守。蔵本城主。

## 生涯
1552年（天文21年）8月、三好実休が阿波守護細川持隆（氏之）を殺害したため、芝原城主・久米安芸守義広は実休を討つために兵を挙げた。
この時、重信も義広の軍に参加したが、1553年（天文22年）、鑓場の戦いで義広らとともに討死した。墓所は徳島県徳島市庄町の正善寺。